# Dziadyk
Dziadyk – wieś w Polsce położona w województwie warmińsko-mazurskim, w powiecie ostródzkim, w gminie Ostróda. W latach 1975–1998 miejscowość administracyjnie należała do województwa olsztyńskiego.
Przez wieś prowadzi szlak turystyczny czerwony – „pętla na Dylewską Górę” (Brzydowo – Kraplewo – Dziadyk – Ryn – Bednarki – Miejska Wola – Dylewska Góra – Wysoka Wieś – Pietrzwałd – Rudno – Brzydowo). W pobliżu wsi znajdują się trzy staropruskie kurhany, leżące na polu za wsią, widoczne z drogi.

## Historia
Pierwszy dokument lokacji wsi zaginął. W 1430 r. Paweł von Russdorf nadał odnowiony przywilej na prawie magdeburskim braciom Jakubowi i Janowi Zadeke (Sadek), na 28 włók w majątku Zadeke, z obowiązkiem jednej służby zbrojnej. Wieś podlegała pod komturię w Ostródzie. Nazwa osady zapisywana była później jako Sadek, Schadek lub Dziadek. W 1521 r. Niklas von Dziadyk wyruszył z komturem ostródzkim na wojnę przeciw Warmii. W dokumentach z 1563 r. zachowała się informacja, że Regina Mathis, żona wolnego krawca z Dziadyka poświadczyła, że jej ojciec miał cztery włóki dziedziczne w tej wsi i jej jako jedynej przysługuje prawo do sołectwa. Jednak wobec braku męskiego potomstwa postanowiła je odsprzedać. Klejna informacja pochodzi z 1563 r., kiedy to ośmiu wolnych chłopów z Dziadyka oddawało daninę w wysokości jednej szefli pszenicy każdy. W 1599 r. niejaki Kwiryn Dombrowski z Dziadyka sprzedał Pawłowi z Pierzwałdu trzy włóki. W roku 1700 Michał Dalkowski z Dziadyka pożyczył 200 guldenów od Neumanna – ostródzkiego pisarza. W 1706 r. wolny Michał Pielgrzymowski, ożeniony z mieszkanką Dziadyka, prosił o przepisanie na niego czterech włók, należących do jego żony.
W 1776 r. we wsi było 18 domów i 120 mieszkańców. W 1820 roku we wsi mieszkało 146 osób. W 1831 r. wieś obejmowała 1639 mórg ziemi a mieszkało w niej 168 osób. W 1895 r. wieś miała 415 ha i 173 mieszkańców.